# Альфа Октанта
α Октанта — хімічно пекулярна зоря спектрального класу F2 й має видиму зоряну величину в смузі V приблизно 5,1. Розташована на відстані близько 147,8 світлових років від Сонця.

## Фізичні характеристики
Змінна, з періодом 2,88 доби в межах від Hmin = 5,26 до Hmax = 5,21.